# Corbinian Böhm
Pour les articles homonymes, voir Böhm.
Corbinian Böhm, né le 7 août 1966  à Munich (Allemagne), est un artiste allemand.

## Biographie
Corbinian Böhm a cinq frères et sœurs, dont Benedikt Böhm, spécialiste du ski extrême. Après son abitur au lycée Asam de Munich, Corbinian Böhm étudia l'histoire de l'art à l'université Louis-et-Maximilien de Munich jusqu'à 1990. Il fit ensuite des études de sculpture à l'Académie des beaux-arts de Munich avec Hans Ladner, Pia Stadtbäumer, Antony Gormley, Timm Ulrichs, Asta Gröting et Rita McBride.
Depuis 1995, il travaille avec Michael Gruber sous le nom de Empfangshalle.
En 2000 il a obtenu son diplôme de "Meisterschüler" (diplôme universitaire des beaux-arts).

## Source
- (de) Cet article est partiellement ou en totalité issu de l’article de Wikipédia en allemand intitulé « Corbinian Böhm » (voir la liste des auteurs).